# Bill Wyman
William George Perks (Londres, 24 de outubro de 1936), conhecido pelo nome artístico de Bill Wyman, é um músico britânico. Ele é conhecido por ter sido baixista na banda britânica de rock and roll The Rolling Stones, desde sua fundação em 1962 até 1993.

## Biografia
Nascido no distrito de Lewisham, ao sul de Londres, começou a ter aulas de piano aos 10 anos e aprendeu sozinho a tocar baixo.
Apesar da sua reputação de ser o Stone quieto, Wyman esteve envolvido em uma polêmica na década de 1980 quando começou a sair com uma modelo adolescente, Mandy Smith, que tinha 13 anos quando o conheceu. Os dois se casariam em 1989 e se divorciariam em 1991.
Wyman, em seu trabalho com a banda, tanto em estúdio quanto ao vivo, raramente tinha de cantar. Uma exceção notável foi a música "In Another Land", do álbum Their Satanic Majesties Request.
Mantém uma amizade sólida com o primeiro integrante dos Stones a deixar voluntariamente a banda, o guitarrista Mick Taylor, e continua a trabalhar com ele em projetos solo.
Wyman também se apresenta com a banda Rhythm Kings, além de ser o autor dos livros Stone Alone e Rolling with the Stones.
Tem como passatempo a deteção de metais.